# José Rodríguez (Spaans voetballer)
José Rodríguez Martínez (Villajoyosa, 16 december 1994) is een Spaans voetballer die doorgaans als middenvelder speelt.

## Clubcarrière
Rodríguez stroomde in 2012 door vanuit de jeugdopleiding van Real Madrid. Toenmalig coach José Mourinho haalde hem hier op 30 oktober 2012 voor het eerst bij het eerste team, voor een Copa del Rey-duel tegen CD Alcoyano. Hij maakte op 4 december 2012 vervolgens zijn debuut in de UEFA Champions League, in een met 4-1 gewonnen wedstrijd tegen Ajax. Ook debuteerde Rodríguez dat seizoen in de Primera División. Een doorbraak bleef uit, waardoor het bij vier wedstrijden in het eerste team van Madrid bleef. Hij speelde van juli 2012 tot medio 2014 de rest van zijn partijen in het tweede team. Real Madrid verhuurde Rodríguez gedurende het seizoen 2014/15 aan Deportivo La Coruña, waarmee hij dat jaar zestiende werd in de Primera División. Daaraan droeg hij zelf in 25 competitiewedstrijden bij.
Rodríguez liet Real in juli 2015 definitief achter zich en tekende een contract tot medio 2019 bij Galatasaray SK, de kampioen van Turkije in het voorgaande seizoen. De club uit Madrid bedong wel een terugkoopoptie. Rodríguez won dat seizoen de nationale beker met Galatasaray, dat in de Süper Lig op de zesde plaats eindigde. Hier droeg hij zelf in veertien competitiewedstrijden aan bij.
Rodríguez tekende in juni 2016 een contract tot medio 2020 bij 1. FSV Mainz 05, de nummer zes van de Bundesliga in het voorgaande seizoen. Die club verhuurde hem achtereenvolgens aan Malaga CF (2017), Maccabi Tel Aviv (2017/18) en Fortuna Sittard (2018/19).
Hij tekende in augustus 2019 bij Málaga CF, dat hem transfervrij inlijfde nadat 1. FSV Mainz 05 en hij zijn contract in overleg ontbonden.
Medio 2022 kreeg Rodríguez een contract bij Union Sint-Gillis, maar na een jaar werd die in onderling overleg ontbonden.

## Clubstatistieken
| Seizoen | Club                  | Land               | Competitie         | Competitie | Competitie | Beker | Beker | Europees | Europees | Totaal | Totaal |
| Seizoen | Club                  | Land               | Competitie         | Wed.       | Dlp.       | Wed.  | Dlp.  | Wed.     | Dlp.     | Wed.   | Dlp.   |
| ------- | --------------------- | ------------------ | ------------------ | ---------- | ---------- | ----- | ----- | -------- | -------- | ------ | ------ |
| 2012/13 | Real Madrid Castilla  | Vlag van Spanje    | Segunda División   | 24         | 0          | 0     | 0     | —        | —        | 24     | 0      |
| 2012/13 | Real Madrid           | Vlag van Spanje    | Primera División   | 1          | 0          | 2     | 0     | 1        | 0        | 4      | 0      |
| 2013/14 | Real Madrid Castilla  | Vlag van Spanje    | Segunda División   | 37         | 4          | 0     | 0     | —        | —        | 37     | 4      |
| 2013/14 | Real Madrid           | Vlag van Spanje    | Primera División   | 0          | 0          | 0     | 0     | 0        | 0        | 0      | 0      |
| 2014/15 | → Deportivo La Coruña | Vlag van Spanje    | Primera División   | 25         | 2          | 2     | 0     | —        | —        | 27     | 2      |
| 2015/16 | Galatasaray           | Vlag van Turkije   | Süper Lig          | 14         | 0          | 6     | 0     | 3        | 0        | 23     | 0      |
| 2016/17 | 1. FSV Mainz 05       | Vlag van Duitsland | Bundesliga         | 2          | 0          | 2     | 0     | 1        | 0        | 5      | 0      |
| 2016/17 | → Málaga CF           | Vlag van Spanje    | Primera División   | 6          | 0          | 0     | 0     | —        | —        | 6      | 0      |
| 2017/18 | → Maccabi Tel Aviv    | Vlag van Israël    | Ligat Ha'Al        | 19         | 2          | 1     | 0     | 0        | 0        | 20     | 2      |
| 2018/19 | → Fortuna Sittard     | Vlag van Nederland | Eredivisie         | 24         | 2          | 4     | 0     | —        | —        | 28     | 2      |
| 2019/20 | Málaga CF             | Vlag van Spanje    | Segunda División   | 0          | 0          | 0     | 0     | —        | —        | 0      | 0      |
| 2019/20 | → CF Fuenlabrada      | Vlag van Spanje    | Segunda División   | 14         | 1          | 0     | 0     | —        | —        | 14     | 1      |
| 2020/21 | Maccabi Haifa         | Vlag van Israël    | Ligat Ha'Al        | 29         | 1          | 4     | 0     | 3        | 0        | 36     | 1      |
| 2021/22 | Maccabi Haifa         | Vlag van Israël    | Ligat Ha'Al        | 27         | 0          | 5     | 0     | 13       | 0        | 45     | 0      |
| 2022/23 | Union Sint-Gillis     | Vlag van België    | Jupiler Pro League | 9          | 0          | 1     | 0     | 3        | 0        | 13     | 0      |
| 2023/24 | Hapoel Tel Aviv       | Vlag van Israël    | Ligat Ha'Al        | 12         | 0          | 0     | 0     | —        | —        | 12     | 0      |
| 2023/24 | Adana Demirspor       | Vlag van Turkije   | Süper Lig          | 0          | 0          | 0     | 0     | —        | —        | 0      | 0      |
| Totaal  | Totaal                | Totaal             | Totaal             | 243        | 12         | 27    | 0     | 24       | 0        | 294    | 12     |

## Erelijst
| Competitie                    |             |                  |             |             |
| Competitie                    | Aantal      | Jaren            |             |             |
| Galatasaray                   | Galatasaray | Galatasaray      | Galatasaray | Galatasaray |
| ----------------------------- | ----------- | ---------------- | ----------- | ----------- |
| Beker van Turkije             | 1x          | 2015/16          |             |             |
| Maccabi Tel Aviv              |             |                  |             |             |
| Toto Cup                      | 1x          | 2017/18          |             |             |
| Maccabi Haifa                 |             |                  |             |             |
| Israëlisch landskampioenschap | 2x          | 2020/21, 2021/22 |             |             |
| Toto Cup                      | 1x          | 2021/22          |             |             |
| Israëlische Supercup          | 1x          | 2021             |             |             |